# William Scott Ketchum
Pour les articles homonymes, voir Ketchum.
William Scott Ketchum (1813-1871), est un officier de l'armée des États-Unis avant et pendant la guerre de Sécession.

## Avant la guerre
William Scott Ketchum naît le 7 juillet 1813 à Norwalk, au Connecticut. Il est le fils d'un officier de l'armée régulière(p263). Il est diplômé de l'académie militaire américaine, à West Point, New York, en 1834. Il est affecté dans le 6th U.S. Infantry(p29). Il est promu premier lieutenant le 25 décembre 1837(p331). Il est adjudant régimentaire du 1er octobre 1838 au 28 février 1839(p331). Il sert lors des guerres séminoles et sur la frontière de l'ouest. Au cours de l'expédition de 1857 du colonel Edwin Vose Sumner contre les Cheyennes et de la bataille de Solomon's Fork, le capitaine Ketchum de la compagnie G commande le détachement du 6th U.S. Infantry (compagnies C, D et G).

## Guerre de Sécession
Au début de la guerre de Sécession, le commandant Ketchum maintenant dans le 4th U.S. Infantry commande le fort Dalles dans l'Oregon, protégeant des colons des raids indiens. Il reçoit l'ordre de partir à San Francisco, puis est envoyé prendre le commandement des troupes fédérales en Californie méridionale pour la protéger de la montée des sécessionnistes et de l'invasion confédérée de l'Arizona et du Texas. Il est alors responsable de la supervision des comtés Los Angeles, de San Bernadino, de San Diego et de Santa Barba. Il part de San Francisco pour s'installer à dans un camp près de San Bernadino(p55).
Basées à San Bernardino, en Californie, ses troupes gardent un œil sur les sécessionnistes de la région et renforcent le fort Yuma. Relevé par des troupes de volontaires de Californie, Ketchum et son régiment se rassemblent à San Pedro pour le voyage vers l'est des États-Unis à la fin de l'automne de 1861. 
Ketchum est promu lieutenant-colonel en novembre 1861 dans le 10th U.S. Infantry(p29). Il est nommé brigadier général des volontaires en février 1862. Pendant le reste de la guerre, il est en état-major à Washington D.C. et est concerné par l'inspection, le recrutement et des audits. Il ne participe donc pas à des combats(p799).  Il est breveté brigadier général et major général de l'armée régulière vers la fin de la guerre(p263).

## Après la guerre
À la suite de la guerre de Sécession, le général Ketchum passe quatre ans en service spécial du bureau de l'adjudant-général à Washington, puis prend sa retraite le 15 décembre 1870(p264). Il meurt le 28 juin 1871 à Baltimore, dans le Maryland, dans des circonstances suspectes, la propriétaire de sa maison de pension, Elizabeth G. Warton étant soupçonnée de l'avoir empoisonné. Elle est jugée non coupable,.
Il est enterré dans le cimetière de Rock Creek à Georgetown, district de Columbia(p192). Il était de beau-frère du major général breveté Benjamin W. Brice(p331).

## Dans la culture populaire
Les circonstances mystérieuses entourant le décès du général Ketchum ont été dramatisées par le programme radio de CBS « Crime Classics », le 27 juillet 1953, dans l'épisode intitulé « La dernière journée du général Ketchum ». Ketchum est incarné par Russell Simpson dans l'émission.